# Palazzo Gherardi
Palazzo Gherardi si trova in via Ghibellina 88 a Firenze.

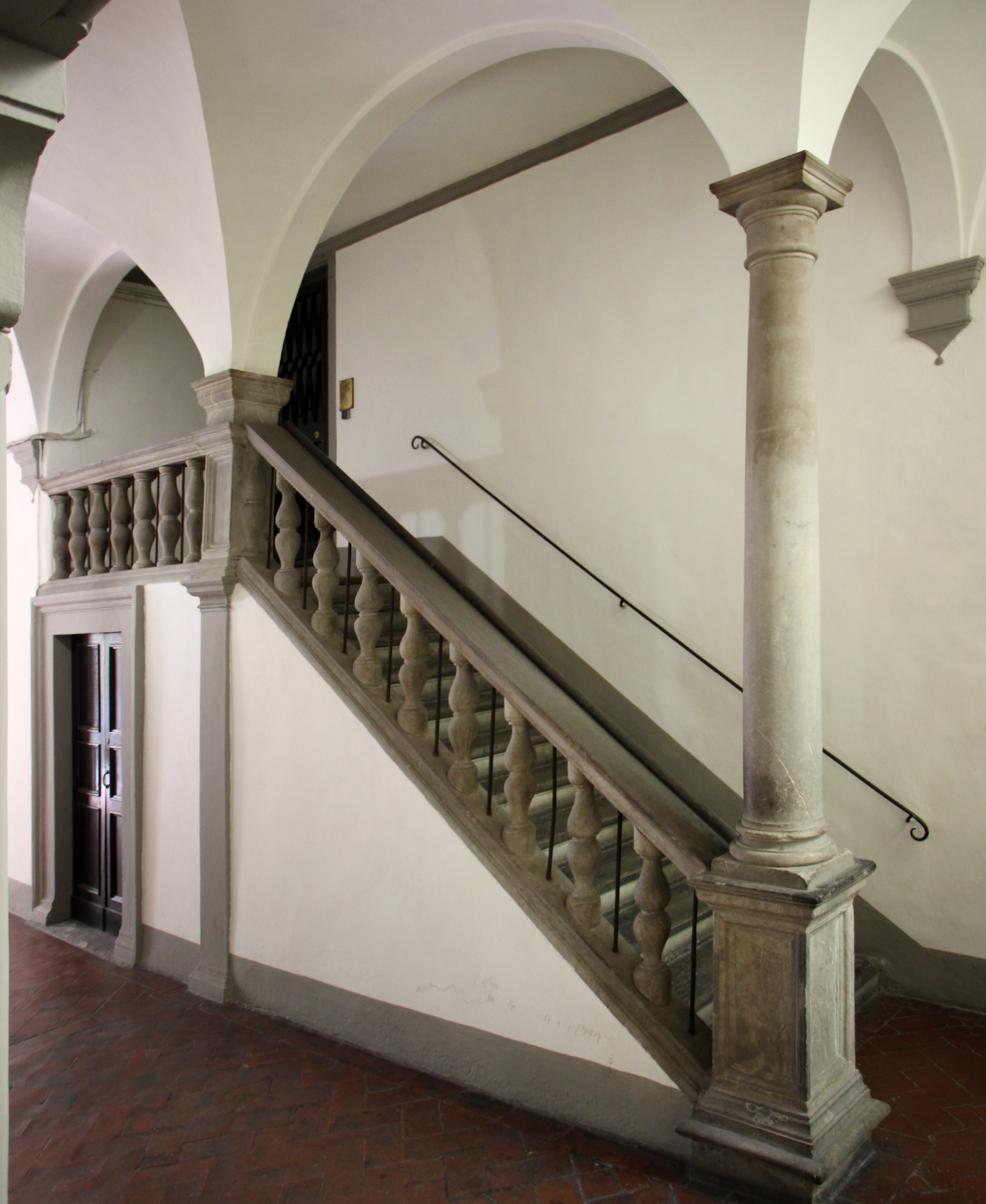
La scalinata nell'androne

## Storia e descrizione
Già della famiglia Gherardi, quindi dei Curadossi e infine dei Picchi, il grande edificio si estende con i suoi tre piani fino all'angolo di via de' Pepi, proponendosi con un fronte principale. Al pian terreno è presente un portale principale e un secondo portale che era di servizio, tra finestre quadrate con cornici in pietra. I piani superiori, segnati da cornici marcapiano, presentano due serrate file di monofore centinate, organizzate su ben dieci assi. Nonostante le dimensioni il disegno è di sobria e misurata euritmia, com'è tipico dell'architettura fiorentina del Quattrocento, periodo al quale devono essere riferite le attuali forme che Guido Carocci segnala come "elegantissime".
All'interno è presente uno scalone con balaustra in pietra e un piccolo cortile con arcate tamponate, facenti forse parte in antico di una loggia, con pilastri ottagonali, con capitello a foglie d'acqua che risalgono alla fine del Trecento. In questo stesso cortile è uno scudo con l'arme dei Gherardi (d'oro, alla croce spinata d'azzurro, accantonata da quattro stelle a sei punte dello stesso). Sulla corte si affaccia anche una loggetta al primo piano.
Attualmente nel palazzo ha la sede, al primo piano, l'Istituto di Lingua e Cultura Michelangelo e, al piano terra, il polo fiorentino della Sapienza, ovvero l'Università degli Studi di Roma.
Il palazzo appare nell'elenco redatto nel 1901 dalla Direzione Generale delle Antichità e Belle Arti, quale edificio monumentale da considerare patrimonio artistico nazionale.